# Lîtvînivka, Vîșhorod
Lîtvînivka (în ucraineană Литвинівка) este localitatea de reședință a comunei Lîtvînivka din raionul Vîșhorod, regiunea Kiev, Ucraina.

## Demografie
Componența lingvistică a localității Lîtvînivka
     Ucraineană (97,26%)
     Rusă (2,37%)
     Alte limbi (0,22%)
Conform recensământului din 2001, majoritatea populației localității Lîtvînivka era vorbitoare de ucraineană (97,26%), existând în minoritate și vorbitori de rusă (2,37%).

## Legături externe
- pl Litwinówka 1) powiat kijowski în Dicționarul geografic al Regatului Poloniei și al altor țări slave, volum V (Kutowa Wola — Malczyce) anul 1884

- pl Litwinówka 1) powiat kijowski în Dicționarul geografic al Regatului Poloniei și al altor țări slave, volum XV, p. 2 (Januszpol — Wola Justowska)1902